# بلد البنات (فلم)
بلد البنات هو فيلم من المخرج المصري عمرو بيومي، الذي صدر في عام 2008 من بطولة فرح يوسف، سمية الجويني، ريم حجاب، فريدة الجريدي. والفيلم من تأليف علا الشافعي وإنتاج وتوزيع من قبل هاني جرجس فوزي.

## القصة
يتعرض الفيلم لحياة أربع طالبات مغتربات تجمعهن غرفة واحدة في المدينة الجامعية بالقاهرة، ثم شقة واحدة بعد التخرج في الجامعة من قسم الإعلام، وانتقالهن للعمل في مجال الصحافة، وما طرأ خلال جميع هذه المراحل على حياتهن الشخصية والمهنية على حد سواء.

## الممثلين
- فرح يوسف : هبة
- سمية الجويني : نهال
- ريم حجاب : فرح
- فريدة الجريدي : سلمى
- مها أبو عوف : صوفيا
- طارق التلمساني : د.جمال
- حسن الرداد : حازم
- أيمن صلاح : عمر
- هشام المليجي : أحمد
- سامية عاطف : جيلان
- ياسر علي ماهر : رئيس التحرير[3]

## الإنتاج
أنتج الفيلم بواسطة هاني جرجس فوزي وتوزيع عام 2008. مدير الإنتاج أحمد زكي مع مساعد الإنتاج: محمد ستوحي، محمد الليبي، عصام محمد، فايزة أحمد.

## أمام القضاء
تلقى مجلس الدولة المصري دعوى قضائية من نقيب المهن التمثيلية في مصر الدكتور أشرف زكي ضد المنتج الفني هاني جرجس فوزي، مطالبا بوقف عرض فيلم «بلد بنات» لاستعانته بممثلين وممثلات غير أعضاء بالنقابة.

## وصلات خارجية
مقالات تستعمل روابط فنية بلا صلة مع ويكي بيانات